# Marquetería
La marquetería es el arte o técnica de chapar o embutir piezas de madera en una estructura formando patrones decorativos, diseños o fotos. La técnica puede ser aplicada a muebles, pavimentos, sillas, pequeños objetos de mano o incluso paneles.
El entarimado o parqué es muy similar a la marquetería, de hecho son técnicas que se complementan muy frecuentemente. Siendo ambas técnicas tradicionales de trabajo de madera, que evolucionaron en Francia en el siglo XVII, como máximo exponente la decoración de muebles y pavimentos en el Palacio de Versalles

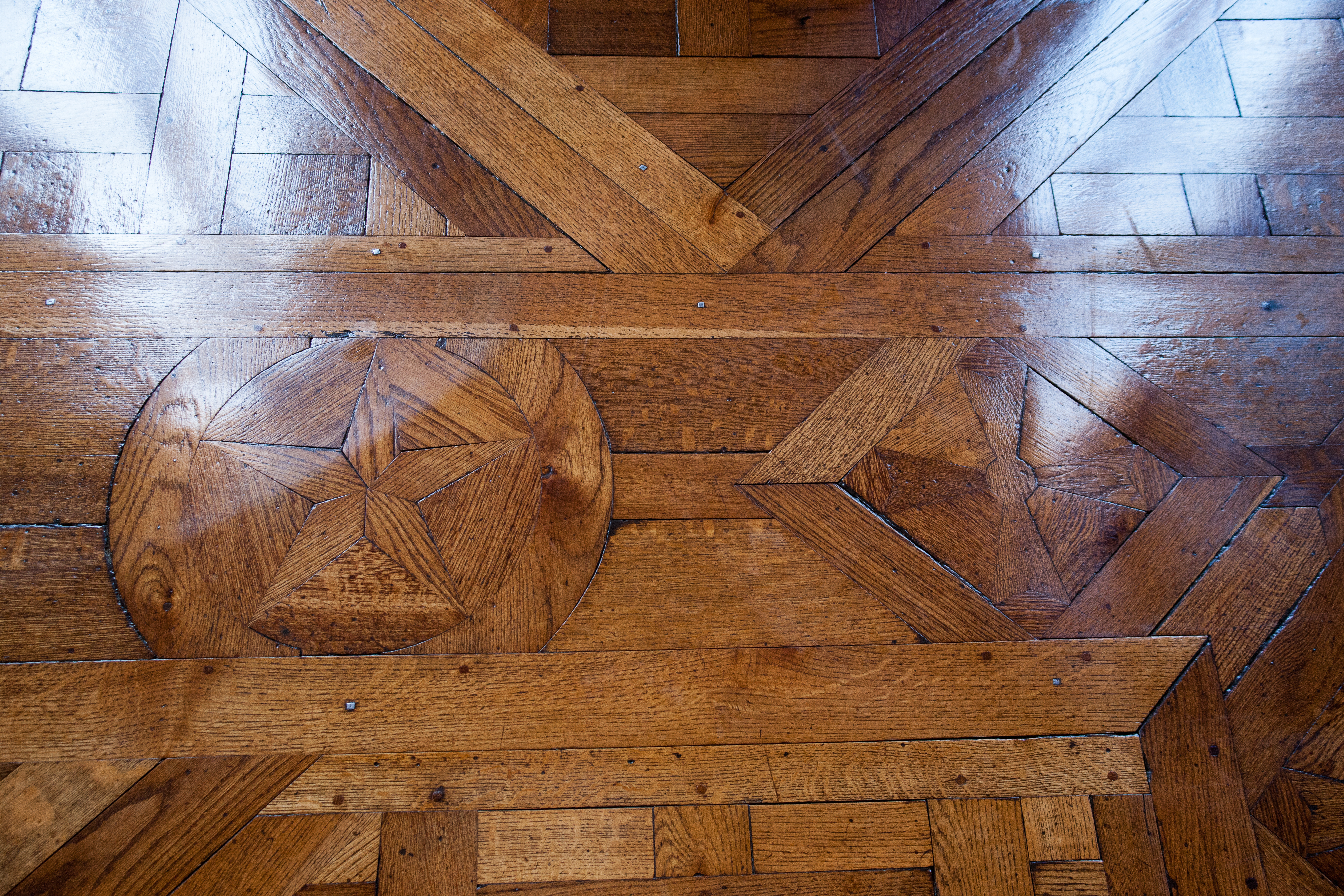
Parquet - Le Petit Trianon - Palacio de Versalles

La marquetería difiere de las taraceas, siendo esta una técnica castellana de tallado e incrustado muy similar, aunque siendo más dispar en el uso de elementos y no tan enfocada en la madera como la marquetería.

## Historia
La técnica de la marquetería de chapa de madera tiene su inspiración en la Florencia y Nápoles del siglo XVI. Anteriormente al surgimiento de esta técnica, ya se elaboraban técnicas de grabado en mármol que incluían incrustaciones de piedras preciosas o semipreciosas. Esta técnica, llamada «opere di commessi», tiene su paralelo centro Italia en la Edad Media, llamado cosmati, con trabajo de grabados en suelos de mármol, altares y columnas. Esta técnica es se llama "pietra dura", por las piedras usadas, onyx, jape, cornelia, lapislázuli y mármoles coloreados. La Capilla de los Medici de San Lorenzo, está completamente cubierta en mármol coloreado usando esta laboriosa técnica de sierra de calado. (Origen verdadero en el mundo musulmán. Recomendado buscar otras fuentes).
Las técnicas de marquetería en madera fueron desarrolladas en Amberes y otros centros flamencos de lujo, como la creación de cómodas en el siglo XVI. Esta técnica fue adoptada intensamente en Francia después de la primera mitad del siglo XVII, para crear en la fábrica real, muebles de un lujo no visto antes, de Gobelins, encargado de decorar el mobiliario del Palacio de Versalles y otras residencias reales de Luis XIV. 
Uno de los primeros maestros en marquetería fue el flamenco Pierre Gole y su hijastro, André-Charles Boulle, los cuales fundaron una dinastía de artesanos reales en cómodas "ebenistes", dando su nombre a la técnica del uso de caparazón de tortuga, bronce y hojalata, en arabescos o complicados patrones en forma hoja. Marquetería Boulle perdió su uso sobre 1720, pero fue revivida en 1780. En las décadas que transcurrieron, cuarterones cuidadosamente cortados de chapa y bronce fueron empleados en formas y diseños varios. La Marquetería floral se hizo popular en 1750, siendo empleada por fabricantes de cómodas como Bernard van Risenbergh, Jean-Pierre Latz y Simon-François Oeben. 

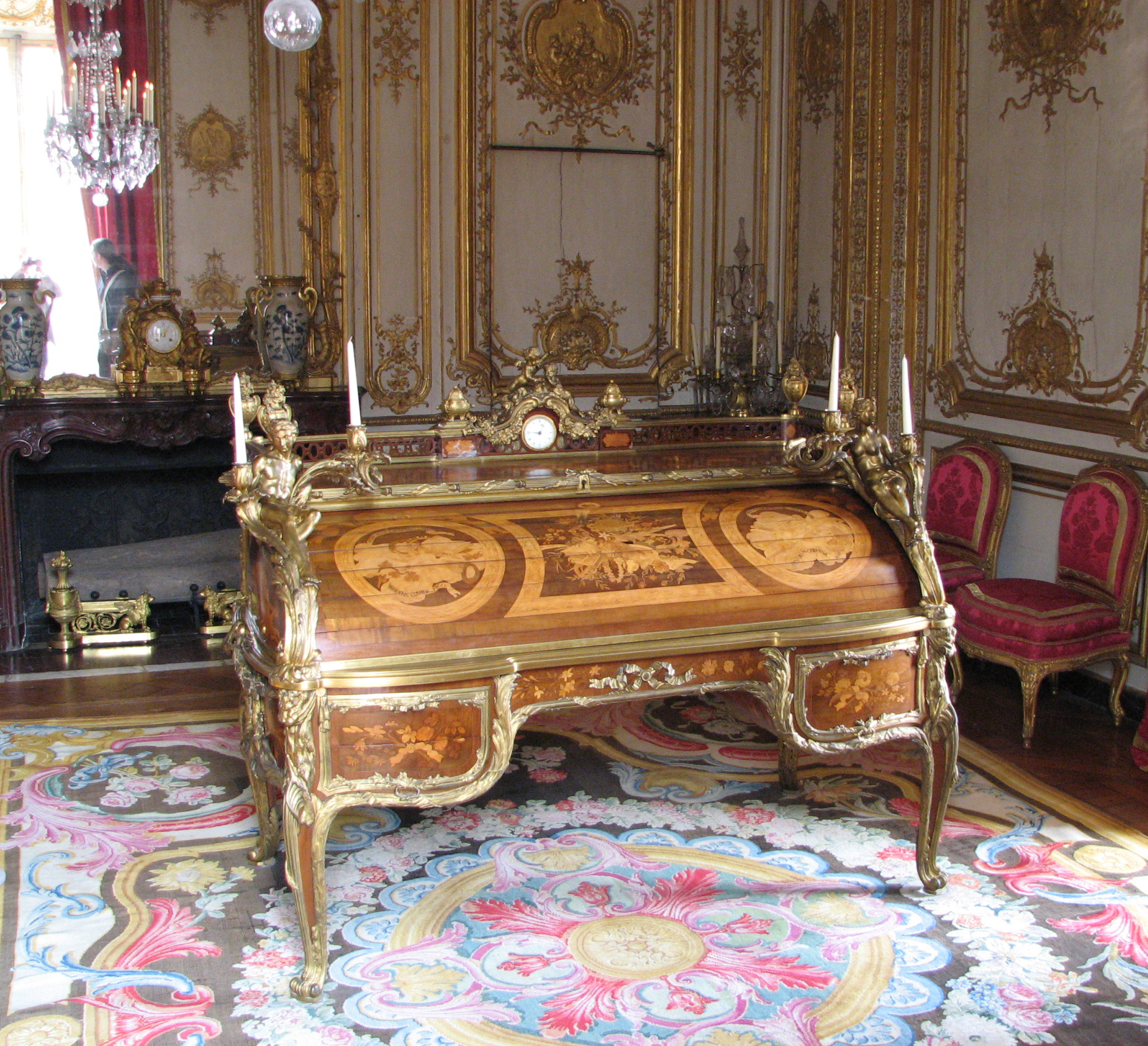
Bureau du Roi - Escritorio del Rey

El más famoso fabricantes de muebles reales con marquetería de chapa fue Jean Henri Riensener en 1770 y 1780. El "Bureau du Roi" fue una de sus creaciones más famosas.
La marquetería no fue una técnica popular de diseño de muebles fuera de los grandes centros urbanos. Fue introducida por primera vez en la feria London Furniture en la Restauración de Carlos II en 1660, de mano creadores de grabados holandeses, muy influenciados por Amberes. Paneles con elaborado trabajo de calado en caja con forma de alga en contraste con el nogal comenzaron a aparecer en mesas, cómodas y relojes de pie.
A fines del siglo XVII, llegaron a Inglaterra, pero en el clima antifrancés, con gusto por muebles inspirados en técnicas chinas después de 1720. La marquetería tuvo un nuevo auge en Londres los últimos años de la década de 1760 como vehículo del neoclasicismo y del gusto por lo francés. Entre los ebanistas londinenses más destacados del período 1765-1790 figuraba Thomas Chippendale, y otros menos conocidos como John Linnell, el artesano francés Pierre Langloisy y la firma William Ince y John Mayhew.

## Materiales
Las chapas o elementos decorativos son principalmente de madera, aunque pueden ser de hueso, marfil, caparazón de tortuga, madre perla, o bronce. Se usaron pajas coloreadas como técnica particular en "spas" europeos al final del siglo XVIII. Se puede usar un gran número de maderas exóticos, incluso tiñéndolas  para conseguir más colores.
La forma más sencilla de marquetería utiliza solo dos capas de chapas distintas, las cuales son pegadas temporalmente y cortadas con una sierra fina, produciendo dos paneles del mismo diseño pero contrastado color «partie et contre-partie» (parte y contraparte).
Actualmente en marquetería se usan cuchillos cortaláminas, pero siendo esta una técnica que requiere mucho tiempo, muchos marqueteros se han pasado si ha pasado a sierras de calar o de contorno. Se usan distintas colas y técnicas para pegar las piezas juntas, como el pegamentos y tableros.

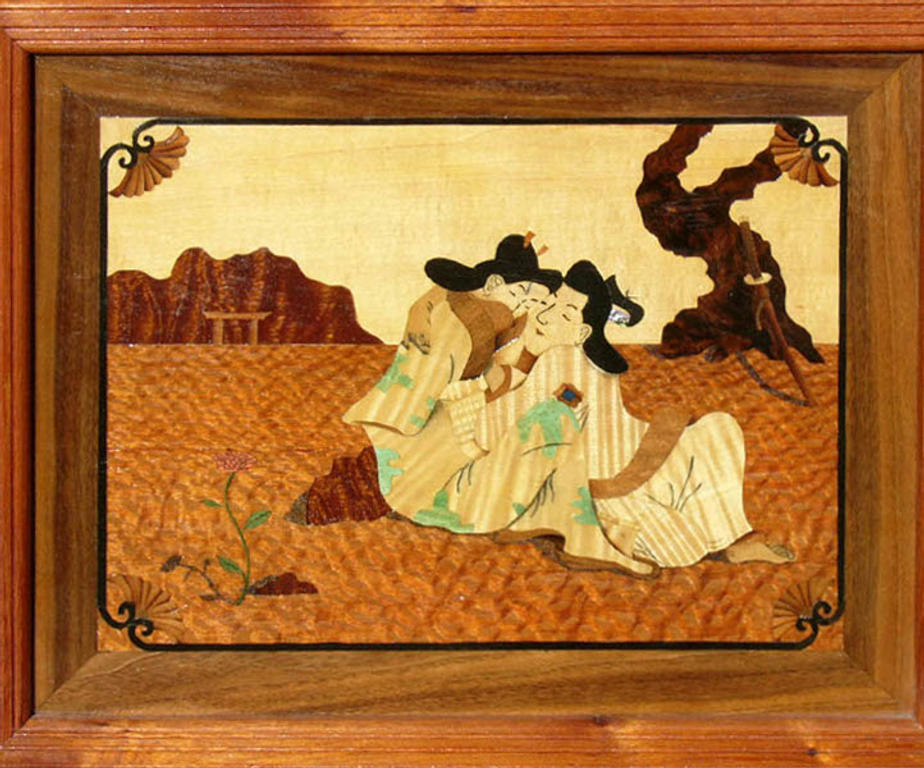
Two Lovers - ejemplo de sombreado de arena y tintado de laca.

El acabado de las piezas requiere distintos tipos de abrasivos y barnices para pegar las piezas. También se usa la técnica de sombreado con arena, que da a las piezas un acabado más tridimensional. Las piezas se sumergen en arena caliente unos segundos antes de incorporarlas a un retablo. Otro proceso, es grabar finas líneas en la madera y rellenarlas con tintes.
La creación de mosaicos fue desarrollada en el mundo Islámico más que en otro sitio, y grandes ejemplos de estos trabajo vienen de países del Próximo Oriente como Líbano e Irán.
En Tonbridge y Royal Tunbridge Wells. fueron chapados con mosaicos de madera, normalmente patrones geométricos, pero que incluían motivos como paisajes. Estaban formados a base de una laboriosa técnica de montaje y pegado de finas tiras contorneadas, las cuales podían ser cortadas de lado para proporcionar numerosos mosaicos del mismo modelo.
También aparecen trabajos de marquetería en la creación de cómodas alemanas en 1710. El artista y artesano David Roentgen, Newuwied y París, dejó un trabajo sin comparación incluso entre los artesanos parisinos del siglo XVIII.
Si bien la marquetería no fue tendencia en la Italia del siglo XVIII, encontramos un notable trabajo de marquetería Neoclásica con Giuseppe Maggiolini, en Milán.
Las ilustraciones clásicas del siglo XVIII fueron creadas por Roubo en la Encyclopédie des Arts et Métiers en 1770. El ejemplo más notable de marquetería en el siglo XX fue el parisino Pierre Verlet.

## Nuevas técnicas
Durante los 80, Georges Vriz, desarrolló una técnica llamada perforación. La idea es pegar dos chapas de madera, y lijar una hasta el punto de la transparencia de la fibra. Esta técnica fue fundamentalmente usada en Francia, en  la escuela de profesionales y estudiantes École Boulle. La técnica ha sido usada en la American School of French Marquetry por uno de los profesores, el artista Patrice Lejeune. El personal de la escuela está proponiendo un nuevo nombre para esta técnica. «Dado que perforación es un nombre desafortunado en el mundo de la marquetería, preferimos el nombre de "fusión", el cual refleja la intención del artista de mezclar diferentes materiales».
Patrice Lejeune usa la técnica que el llama sprinkling, empleando residuos, serrín, y demás desechos como pigmentos, crea una variedad de efectos e llegando a un limitado collage. Esta técnica también fue practicada por Georges Vriz, el cual la empleó en diferentes grandes paneles expuestos en París, 1996, en la École de la Bonne Graine.
Es posible conseguir realismo sin el uso de las técnicas mencionadas arriba: El Ágila Calva de la derecha, es un ejemplo de cuan realista puede ser el resultado del uso de chapas, texturas y colores naturales. 
Entre las nuevas técnicas aplicadas en marquetería se incluyen el cortado de láser, donde los diseños se realizan en ordenador, cortando cada pieza por separado, independiente del tipo de madera o el grosor del corte. Deja una marca en el borde producto de la gran temperatura del láser.